# Bureau des Transports de la ville de Kumamoto
Le Bureau des Transports de la ville de Kumamoto (熊本市交通局, Kumamoto-shi Kōtsūkyoku), est une compagnie de transports publics japonaise de Kumamoto.

## Tramway
Le réseau de tramways de Kumamoto comprend deux lignes.

## Autobus
Le 1er avril 2015, 88 ans après sa mise en place, le service municipal de bus de la ville est privatisé. La compagnie Kumamoto Toshi Bus reprend l'exploitation de l'ensemble des lignes de bus.